# John Ligonier, 1. Earl Ligonier

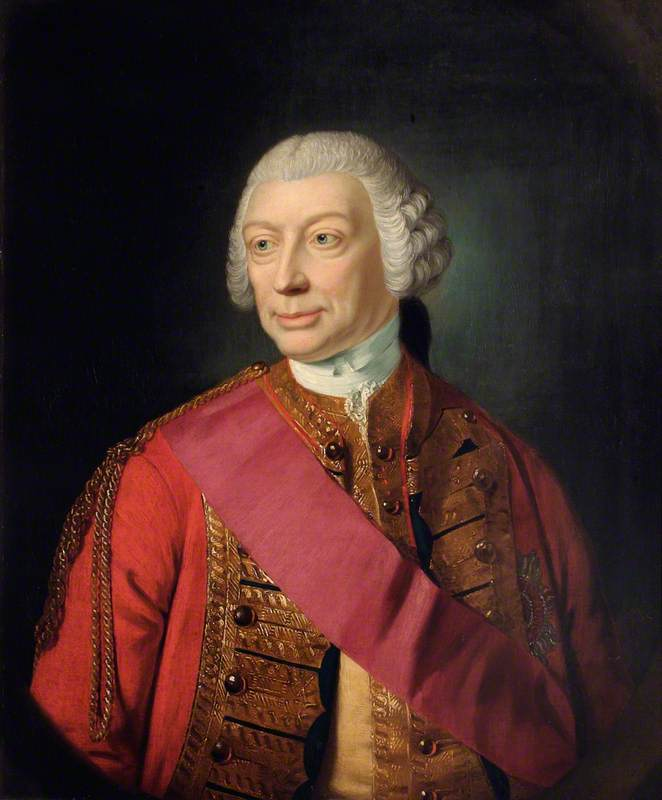
John Ligonier, 1. Earl Ligonier

John Ligonier, 1. Earl Ligonier (* 7. November 1680 in Castres; † 28. April 1770 in London) war ein in Frankreich geborener britischer Feldmarschall, der als Oberbefehlshaber der Streitkräfte umfassende Kontrolle über Großbritanniens Armee ausübte, später war er Mitglied des Ministeriums Pitt-Newcastle, das Großbritannien während des Siebenjährigen Krieges führte.

## Leben
Er war ein Nachfahre einer hugenottischen Familie aus Castres in Südfrankreich, die 1697 nach England ausgewandert war. Sohn von Louis de Ligonier, Sieur de Monteuquet, und der Louise Ligonier (geborene du Poncet). Sein jüngerer Bruder Francis (1683–1746), wurde Oberst und war auch ein ausgezeichneter Soldat.

### Frühe Militärkarriere
John Ligonier wurde in Frankreich und in der Schweiz ausgebildet. Er trat 1702 einem englischen Regiment unter John Cutts, 1. Baron Cutts, in Flandern bei und kämpfte mit Auszeichnung im Spanischen Erbfolgekrieg. Er war einer der Ersten, die im Oktober 1702 bei der Belagerung von Lüttich in die Festung eindrangen. Am 10. Februar 1703 kommandierte er in der Armee des Earl of Marlborough eine Kompanie in der Schlacht von Schellenberg (Juli 1704) und bei Blenheim (August 1704). Er nahm unter Marlborough an der Schlacht bei Oudenaarde (Juli 1708) und Malplaquet (September 1709) teil. Im Jahr 1712 wurde er Gouverneur von Fort Philip auf Menorca. Während des Vierbundkrieges 1719 war er Generaladjutant der Truppen der Vigo-Expedition, wo er den Angriff auf Pontevedra anführte. Zwei Jahre später wurde er Oberst des Black Horse-Regiments. 1735 wurde er zum Brigadegeneral befördert. 1739 wurde er Generalmajor, Gouverneur von Kinsale und Oberstinhaber der Iren Buckhounds.
Ligonier begleitete Lord Stair von 1742 bis 1743 auf dem Rheinfeldzug. Am 26. Februar 1742 wurde er zum Generalleutnant befördert. George II. erhob ihn am 12. Juli 1743, nach der Schlacht von Dettingen, zum Knight Companion des Bathordens. In der Schlacht bei Fontenoy befehligte er im Mai 1745 die britische, hannoversche und hessische Infanterie. Während des Aufstandes der Jakobiten von 1745 wurde er in die Heimat abberufen, um die britische Armee in den Midlands zu kommandieren. Im November 1745 führte er ein Korps nach Lancashire, um gegen die Rebellen zu kämpfen. Nachdem er am 3. Januar 1746 in den Rang eines Generalmajors befördert worden war, wurde er im Juni 1746 an die Spitze der britischen und alliierten Armee in den Niederlanden gestellt. Er nahm im Oktober 1746 an der Schlacht bei Roucourt teil und nachdem er am 19. März 1747 zum Generalleutnant befördert worden war, kämpfte er im Juli 1747 in der Schlacht bei Lauffeldt, wo er die Führung der britischen Kavallerie innehatte. Bei diesem Treffen wurde sein Pferd getötet und er wurde von den Franzosen gefangen genommen, aber innerhalb weniger Tage wieder ausgetauscht. Man stellte ihn einige Tage später als Vermittler bei den Friedensverhandlungen von Aachen vor.
Nach seiner Rückkehr wurde er am 25. März 1748 zum Mitglied des Parlaments von Bath bestellt, ohne dass man ihm aber eine Kandidatur angeboten hätte. Er wurde Generalleutnant der Ordnanz; 1749 wurde er zum Oberst des 2. Garde-Dragoner-Leibregiments „The Queens“ ernannt. Bis 1770 fungierte er auch als Gouverneur des französisch-protestantischen Hospitals in St. Luke’s, London, zu dem er 1748 nach dem Tod des Gründers Jacques Gaultier gewählt wurde.
Am 6. April 1750 wurde er zum Gouverneur von Guernsey ernannt und am 3. Februar 1753 mit dem Kommando der Royal Horse Guards betraut.

### Aufstieg zum Feldmarschall
Im Jahr 1756 wurde Ligonier durch eine politische Intrige zugunsten von Charles Spencer, dem zweiten Herzog von Marlborough, der zum Generalmajor ernannt wurde, seines Amtes enthoben. Prinz William Augustus, Duke of Cumberland wurde eine Beteiligung an dieser niederträchtigen Transaktion unterstellt. König Georg II. konsultierte in militärischen Fragen bereits verstärkt Ligonier zuungunsten des Oberbefehlshabers Cumberland, und dieser soll Ligoniers Entfernung folglich unterstützt haben. Nachdem der Duke of Cumberland im September 1757 die schmachvolle Konvention von Kloster Zeven unterzeichnet hatte, wurde Ligonier als dessen Nachfolger zum Commander-in-Chief der britischen Landstreitkräfte ernannt. Er arbeitete dabei eng mit dem Pitt-Newcastle Ministerium zusammen, das seinen Rat im Zusammenhang mit den Operationen zum laufenden Siebenjährigen Krieg suchte. Ligonier wurde am 3. Dezember 1757 zum Chef der 1. Garde-Regiments und am 10. Dezember 1757 zum Feldmarschall erhoben. Im Falle einer für 1759 zu erwartenden französischen Invasion wäre ihm nominell das Oberkommando über alle britischen Streitkräfte zugestanden. Er tauschte im gleichen Jahr diesen Titel als General of Ordnance.
Am 31. Dezember 1757 wurde ihm in der Peerage of Ireland der erbliche Adelstitel eines Viscount Ligonier, of Enniskillen, verliehen. Da er unverheiratet blieb, wurde ihm am 20. Mai 1762 in der Peerage of Ireland der weitere Titel Viscount Ligonier, of Clonmell, verliehen, diesmal mit dem besonderen Zusatz, dass der Titel in Ermangelung eigener männlicher Nachkommen auch an seinen Neffen Edward Ligonier (1740–1782) und dessen männliche Nachkommen vererbbar sei. Zudem wurden ihm in der Peerage of Great Britain am 27. April 1763 der Titel Baron Ligonier, of Ripley in the County of Surrey und am 10. September 1766 der Titel Earl Ligonier verliehen, beide ohne besondere Erbregelung.
Auf seinem Anwesen Cobham Park bei Cobham in Surrey, das er um 1750 erworben hatte, verbrachte er seine späten Jahre. Ligonier starb am 28. April 1770 und wurde in der Cobham Church beigesetzt. Ihm zu Ehren wurde von John Francis Moore in der Westminster Abbey ein Denkmal gestiftet. Mit seinem Tod erloschen alle seine Adelstitel, außer der Viscountcy von 1762, die sein Neffe erbte.